# Copaxa medea
Copaxa medea är en fjärilsart som beskrevs av J. Peter Maassen 1890. Copaxa medea ingår i släktet Copaxa och familjen påfågelsspinnare. Inga underarter finns listade i Catalogue of Life.